# Heinrich Trettner
Heinrich "Heinz" Trettner (19 de setembro de 1907 – 18 de setembro de 2006) foi um general alemão que serviu na Luftwaffe durante a Segunda Guerra Mundial e, a partir de 1964 a 1966, foi Inspector-Geral da Bundeswehr. Ele foi condecorado com a Cruz de Cavaleiro da Cruz de Ferro com Folhas de Carvalho na Alemanha Nazista.

## Prémios
- Cruz de Guerra de Espanha (30 de setembro de 1938)[4]
- Medalla de la Campaña de Espanha (1 de dezembro de 1938)
- Cruz Espanhola em Ouro (6 de junho de 1939)
- Crachá de Ferido (1939) Preto (3 de Março de 1944)
- Cruz de ferro (1939) de 2ª Classe (12 de Maio de 1940) e 1º Classes (12 de Maio de 1940)
- Distintivo de Piloto/Observador em Ouro e com Diamantes
- Cruz de Cavaleiro da Cruz de Ferro com Folhas de Carvalho
  - Cruz de cavaleiro em 24 de Maio de 1940, na 7. Fliegerdivision
  - 586th Folhas de Carvalho, em 17 de setembro de 1944, como Generalmajor e comandante do 4. Fallschirmjäger-Division
- Legião do Mérito (estados unidos) (1 de novembro de 1964)
- Cavaleiro Comendador da Real Ordem Vitoriana (Grã-Bretanha) (18 de Maio de 1965)
- Grã-Cruz da Ordem de George I (Grécia) (16 de julho de 1965)
- Grande Oficial da Ordem do Mérito da República italiana (Grande Ufficiale Ordine al Merito della Repubblica Italiana) (Itália) (8 de agosto de 1965)
- Grã-Cruz com a Estrela, e a Faixa da Ordem do Mérito da República Federal da Alemanha (18 de janeiro de 1967)
- Grand Officier da Légion d'honneur (França) (31 de dezembro de 1969)